# Alexandru Stan
Alexandru Constantin Stan (* 7. Februar 1989 in Bukarest) ist ein rumänischer Fußballspieler.

## Karriere
Die Karriere von Stan begann im Jahr 2007 bei AS Dodu Bukarest in der Liga III, doch schon ein halbes Jahr später wechselte er zum FC Progresul Bukarest in die Liga II. Mit Progresul kämpfte er um den Klassenverbleib. Anfang 2009 schloss er sich Ligakonkurrent Astra Ploiești an, mit dem er am Ende der Saison 2008/09 in die Liga 1 aufsteigen konnte. Im Oberhaus kam er in den folgenden Jahren in der Hälfte der Spiele zum Einsatz und spielte mit seinem Klub stets gegen den Abstieg. Im Sommer 2012 verließ er Astra zu ACS Berceni in die Liga III. Mit seinem neuen Klub gelang ihm im ersten Jahr der Aufstieg. Im Jahr 2014 erhielt er die Möglichkeit, zu CS Concordia Chiajna zu wechseln und damit in die Liga 1 zurückzukehren. Ein Jahr später kehrte er zu Astra zurück. Dort gewann er mit der Meisterschaft 2016 seinen ersten Titel. Er blieb bis 2018 im Verein und absolvierte 75 Meisterschaftsspiele. Die nächsten drei Jahre stand er bei FCSB Bukarest unter Vertrag, wurde aber ab der Saison 2019/20 nur in der zweiten Mannschaft eingesetzt. 2021 zog es ihn zu FC Politehnica Iași in der zweiten Liga.

## Erfolge
- Rumänischer Meister: 2016